# القصیص
القصیص (به عربی: القصیص) یک منطقهٔ مسکونی در امارات متحده عربی است که در دبی، امارات واقع شده‌است.